# 齐丁根
齐丁根（1917年—1986年），中国人民解放军将领、中国人民解放军开国少将。
曾任中国人民解放军15军副军长兼参谋长。1955年，授予中国人民解放军少将。